# Queen Kelly
Queen Kelly és una pel·lícula muda dirigida per Erich von Stroheim i protagonitzada per Gloria Swanson, Walter Byron, Seena Owen i Tully Marshall. Basada en el relat “The Swamp” del mateix Stroheim, la pel·lícula no es va arribar a estrenar als Estats Units fins al 1984 tot i que el 1932, Swanson la va refer en una versió parcialment sonora per a Europa i Amèrica del Sud.

## Argument
El príncep Wolfram és el promès de la boja reina Regina V de Ruritania. Com a càstig per anar de festa amb altres dones, és enviat a unes maniobres militars. Allà descobreix Patricia Kelly, una òrfena, caminant amb altres alumnes del convent on es troba i coqueteja amb ella. La noia s'avergonyeix quan ell fa un comentari després de veure que se li veu la roba interior, així que se la treu i li llença, per horror de les monges, que la castiguen per la seva "indecència". Encisat per la seva bellesa, el príncep la segresta aquella nit del convent, la porta a la seva habitació i li professa el seu amor. Quan la reina els troba junts l'endemà al matí, assota a Kelly i la llença del castell. La noia es vol suïcidar però fracassa i torna al convent. Arriba un telegrama de la seva tieta tutora, que opera un prostíbul a l'Àfrica oriental alemanya, en que l’obliga a casar-se amb Ja. Vooyheid, un home degenerat i borratxo. El casament té lloc amb la tieta estirada al llit de mort. Al final, Wolfram és traslladat a l'Àfrica i retroba Patricia després de la mort del seu marit. La reina ha estat assassinada, Wolfram puja al tron per lo que Patricia es converteix en la reina Kelly.

## Repartiment
- Gloria Swanson (Patricia Kelly)
- Walter Byron (príncep Wolfram)
- Seena Owen (reina Regina V)
- Sylvia Ashton (tieta de Regina)
- Tully Marshall (Jan Vryheid)
- Wilson Benge (valet del príncep)
- Sidney Bracey (lacai del príncep)
- Florence Gibson (tieta de Patrícia)
- Madge Hunt (mare superior)
- Madame Sul-Te-Wan (Kali Sana, cuinea de la tieta)
- Wilhelm von Brincken (ajudant del príncep)
- Gordon Westcott (lacai)

## Producció
La pel·lícula va ser produïda per Joseph P. Kennedy, l’amant de Swanson en aquell moment. El director, Erich von Stroheim, era conegut pel seu enfocament en els detalls i les repeticions interminables i la producció de la pel·lícula va quedar molt endarrerida. La producció de la costosa pel·lícula (s’estimen uns 800.000 dòlars) es aturar després de les queixes de Swanson sobre la direcció que estava prenent la pel·lícula. Tot i que les escenes europees estaven plenes d'insinuacions i presentaven un príncep valent i una reina boja pel sexe, les escenes ambientades a l'Àfrica eren lúgubres i, segons Swanson, desagradables. En entrevistes posteriors, Swanson hauria afirmat que no havia entès el guió pel que es referia a quan el seu personatge es feia càrrec d'una sala de ball. En visionar les preses era obvi que la "sala de ball" era en realitat un bordell. Stroheim va ser acomiadat i la història africana es va descartar. De les 30 bobines que hi havia previstes, només se n’havien rodat onze.
Swanson i Kennedy encara volien salvar el material europeu perquè havia estat molt costós, havia consumit molt de temps, i consideraven que tenia un valor de mercat potencial. Per això, el novembre de 1931 es va rodar un final alternatiu. En aquest final, Kelly es suïcida després de ser expulsada del castell. Després, el príncep Wolfram, visitant el palau, és conduït per una fins una capella on es troba el cos de Kelly. Aquestes escenes van ser dirigides per Richard Boleslawski, fotografiades per Gregg Toland i editades per Viola Lawrence.